# Maria Mann
Maria Mann – francuska konsultantka fotodziennikarska, wykładowca fotodziennikarstwa na uniwersytetach w Europie i USA.
Była dyrektorką do spraw światowych wydarzeń w Corbis, a także dyrektorką fotografii w Agence France-Presse na Ameryki. Była też członkiem IAPA/Knight Foundation Workshops for Advenced Photojournalism. Od 2007 jest członkiem European Pressphoto Agency. Jest tam mentorką, trenerem, konsultantką do spraw międzynarodowych. Jest kuratorką wystaw fotograficznych, prowadzi nauczanie i wykłady z fotografii dziennikarskiej. Pełni funkcję sekretarza kategorii konkursu World Press Photo. W 2017 była jurorką polskiego konkursu fotograficznego Grand Press Photo. Była wykładowcą na warsztatach World Press Photo w Turcji, a w 2012 zasiadała w komisji selekcyjnej Joop Swart Masterclass. Prowadziła m.in. szkolenia dla Warsztatów Wojskowych Pentagonu.
Otrzymała nagrodę National Press Photographer's Joseph Costa Award za działalność na rzecz fotodziennikarstwa oraz fotodziennikarzy.
Mieszka w Cascais (Portugalia).